# Wybory parlamentarne w Izraelu w 1973 roku
Wybory parlamentarne w Izraelu do ósmego Knesetu odbyły się 31 grudnia 1973.
Oddano 2 037 478 głosów, w tym ważnych: 1 566 855. Próg wyborczy wynosił 1%, a więc aby uzyskać miejsce w Knesecie, należało otrzymać minimum 15 668 głosów. Średnio na jedno miejsce przypadło 12 424 głosów.

## Oficjalne wyniki
|  | Partia                                              | Głosy     | Procent | Mandaty |
|  | --------------------------------------------------- | --------- | ------- | ------- |
|  | Koalicja Pracy (Ma’arach, המערך)                    | 621 183   | 39,6%   | 51      |
|  | Likud (ליכוד)                                       | 473 309   | 30,2%   | 39      |
|  | Narodowa Partia Religijna (מפלגה דתית לאומית-מפד"ל) | 130 349   | 8,3%    | 10      |
|  | Religijny Front Tory                                | 60 012    | 3,8%    | 5       |
|  | Niezależni Liberałowie                              | 56 560    | 3,6%    | 4       |
|  | Rakach                                              | 53 353    | 3,4%    | 4       |
|  | Ratz (רצ)                                           | 35 023    | 2,2%    | 3       |
|  | Postęp i Rozwój                                     | 22 604    | 1,4%    | 2       |
|  | Moked                                               | 22 147    | 1,4%    | 1       |
|  | Arabska Lista dla Beduinów i Mieszkańców Wsi        | 16 408    | 1,0%    | 1       |
|  | Razem                                               | 1 566 855 | 100,0%  | 120     |

## Posłowie
Posłowie wybrani w wyborach:
| Partia                                       | Posłowie |
| -------------------------------------------- | --- |
| Koalicja Pracy                               | Jigal Allon, Josef Almogi, Adi’el Amora’i, Ari Ankorjon, Szoszanna Arbeli-Almozlino, Mosze Baram, Jicchak Ben Aharon, Mordechaj Ben-Porat, Mosze Karmel, Dawid Koren, Mosze Dajan, Jehuda Dranicki, Abd el-Aziz az-Zubi, Abba Eban, Aharon Efrat, Arje Eli’aw, Uzzi Feinerman, Jisra’el Galili, Awraham Giwelber, Chajka Grossman, Cewi Gerszoni, Matilda Guez, Menachem Hakohen, Ben-Cijjon Chalfon, Micha’el Charisz, Ester Herlitz, Szelomo Hillel, Jisra’el Kargman, Nuzhat Kacaw, Szalom Lewin, Golda Meir, Elijjahu Mojal, Ora Namir, Icchak Nawon, Awraham Ofer, Szimon Peres, Icchak Rabin, Eli’ezer Ronen, Pinchas Sapir, Josi Sarid, Mosze Szachal, Me’ir Talmi, Mosze Wertman, Gad Ja’akowi, Aharon Jadlin, Awi’ad Jafe, Aharon Jariw, Jisra’el Jeszajahu, Chajjim Josef Cadok, Dow Zakin, Awraham Zilberberg |
| Likud                                        | Zalman Abramow, Mosze Arens, Joram Aridor, Jochanan Bader, Jedidja Be’eri, Menachem Begin, Me’ir Kohen-Awidow, Ge’ula Kohen, Chajjim Korfu, Matitjahu Drobles, Leon Dycian, Simcha Erlich, Jechezkel Flomin, Pesach Grupper, Binjamin Halewi, Jigga’el Hurwic, Awraham Kac, Ben-Cijjon Keszet, Josef Kremerman, Chajjim Landau, Dawid Lewi, Amnon Lin, Etan Liwni, Jicchak Moda’i, Mosze Nissim, Akiwa Nof, Ehud Olmert, Gidon Patt, Jicchak Perec, Elimelech Rimalt, Icchak Szamir, Ariel Szaron, Awraham Szechterman, Eli’ezer Szostak, Zalman Szowal, Szemu’el Tamir, Josef Tamir, Menachem Jedid, Awraham Joffe |
| Narodowa Partia Religijna                    | Aharon Abuchacira, Eli’ezer Awtabi, Jehuda Ben-Me’ir, Josef Burg, Micha’el Chazani, Zewulun Hammer, Awraham Melammed, Jicchak Refa’el, Pinchas Scheinman, Zerach Warhaftig |
| Religijny Front Tory                         | Jehuda Me’ir Abramowicz, Kalman Kahana, Szelomo Lorincz, Menachem Porusz, Awraham Werdiger |
| Niezależni Liberałowie                       | Gidon Hausner, Mosze Kol, Hillel Seidel, Jehuda Sza’ari |
| Rakach                                       | Awraham Lewenbraun, Taufik Tubi, Me’ir Wilner, Taufik Zi’ad |
| Ratz                                         | Szulammit Alloni, Marcia Freedman, Bo’az Mo’aw |
| Postęp i Rozwój                              | Sajf ad-Din az-Zubi, Dżabr Mu’addi |
| Moked                                        | Me’ir Pa’il |
| Arabska Lista dla Beduinów i Mieszkańców Wsi | Hamad Abu Rabia |